# Piek (wapen)

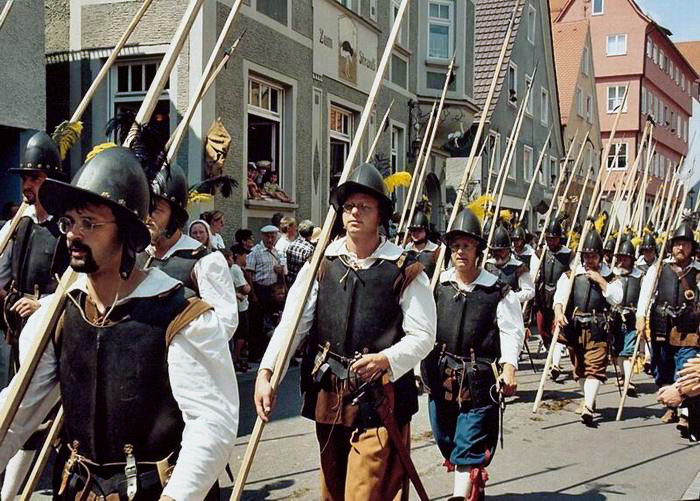
Moderne hercreatie van een 17e-eeuws leger van piekeniers

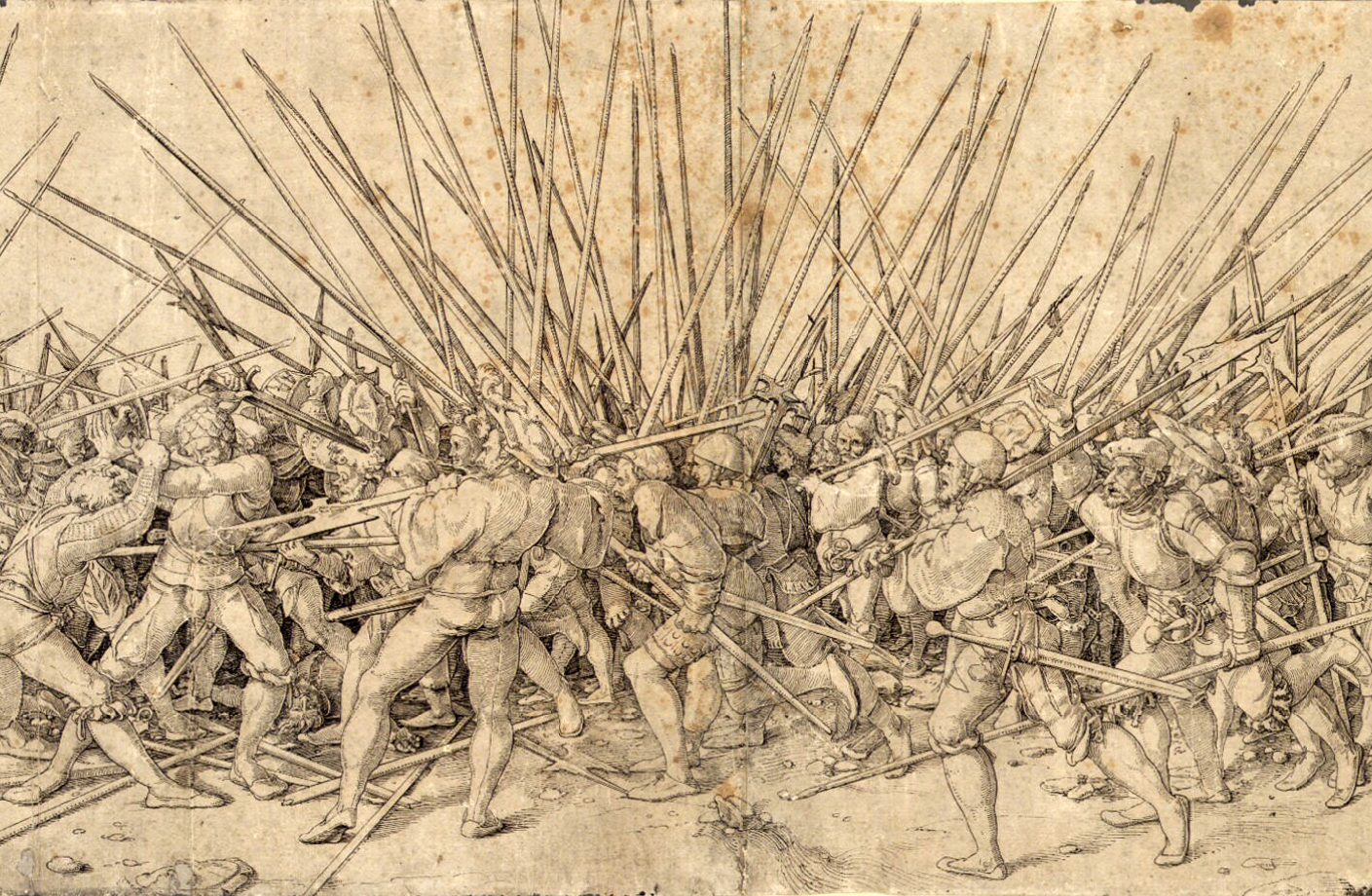
piekeniers tijdens de Italiaanse Oorlogen (van Hans Holbein de Jonge)

Een piek of spies is een dunne ruim 5 meter lange stok met aan het uiteinde een metalen punt, speciaal bedoeld om een aanval door cavalerie af te slaan. Het is een wapen dat in de late middeleeuwen en vroegmoderne tijd door infanteristen (zogenaamde piekeniers) werd gebruikt. De piek werd schuin op de grond geplaatst in de richting van de vijand, om deze tegen te houden. De ruiter moest dan uitwijken om zijn paard niet te verwonden. Het wapen werd tot 1708 gebruikt in het Staatse leger.
In tegenstelling tot de goedendag was de piek ongeschikt als slagwapen. Hij was wel lichter om te hanteren. Tijdens de Guldensporenslag vochten de soldaten zij aan zij, met beide wapens.
De piek was ook een geducht wapen van de bereden Kozakken waarmee slachtoffers gespiest werden. 
Het woord 'piek' is afgeleid van het Franse woord piquer, wat steken betekent.

## Gulden
Vanwege de afbeelding van een piek met een vrijheidshoed op de punt op de Nederlandse gulden voor de decimalisatie kreeg deze de bijnaam piek.